# Joseph de Bonnefoux
Pour les articles homonymes, voir Bonnefoux.
Pierre-Marie-Joseph de Bonnefoux, né à Béziers le 22 avril 1782 et mort le 14 décembre 1855 à Paris, est un marin et lexicographe français. Il devait d’abord participer aux guerres napoléoniennes avant de devenir instructeur de la Marine et l’auteur de plusieurs ouvrages dont un excellent Dictionnaire de la marine à voile qui fait autorité.

## Biographie
Son père, lieutenant-colonel au régiment de Vermandois, fut jeté au cachot après la mort de Louis XVI. Sa famille ruinée, le fils se retrouva sans secours à 11 ans mais, doué d’une force de caractère peu commune, il réussira à faire une brillante carrière dans la marine où le fit entrer un cousin, capitaine de vaisseau et major-général du port de Brest. Il fait son apprentissage sur le lougre la Fouine et obtient en sortie le grade d’aspirant de 1re classe, le 13 avril 1799.

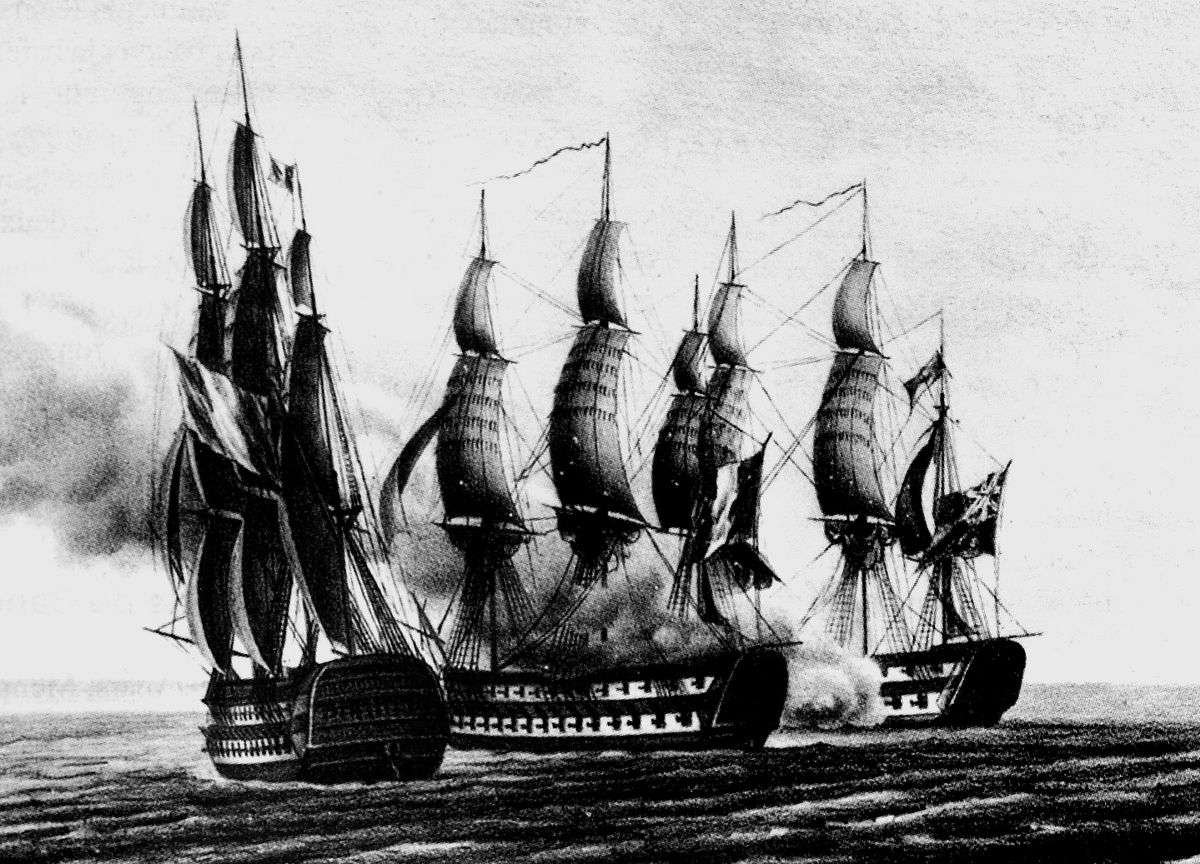
Capture du HMS Swifsure (24 juin 1801).

Il embarque pour quatre mois sur le vaisseau le Jean Bart, sous les ordres de l’amiral Bruix, qui doit amener des troupes en Italie afin d’aider à la campagne de Moreau. Il est second sur le cotre Le Poisson-Volant. Dès 1801, il est sur le Dix-Août, sous les ordres des amiraux Ganteaume et Linois, qui ont mission de soutenir l’armée d’Égypte. Sur le retour, Bonnefoux se distingue lors du combat contre le vaisseau anglais, le Swiftsure et gagne le grade d’enseigne de vaisseau (reçu le 24 avril 1802). Il a 20 ans.
Au début de 1803, il est officier de manœuvre à bord de la Belle Poule, une frégate de l’escadre commandée par l’amiral Linois et envoyée aux Indes pour reprendre les possessions françaises stipulées au traité d’Amiens. Cette croisière dura près de 3 ans. Entre deux combats, dont celui, remarquable, contre le Blenheim, Bonnefoux eut le temps de faire des observations hydrographiques et d’instruire des aspirants dont il avait la charge. Comme les Anglais avaient fermé Pondichéry et repris Le Cap et l’île Maurice, Linois se retrouva isolé et privé de ravitaillement. Ne sachant où agir, il se décida à rentrer en France.
Aux Açores, le 13 mars 1806, en pleine nuit, les Français sont en vue de neuf voiles qui se découvrent être des ennemis, et doivent se défendre jusqu’en fin de matinée. La Belle Poule commandée par Bruilhac fut la dernière à se rendre, non sans une résistance acharnée, au capitaine Francis Pickmore du vaisseau anglais Ramilies. Les vaincus apprirent dans le même temps le désastre de Trafalgar. Pendant sa captivité (depuis le 14 mars 1806, jour de la reddition de la Belle-Poule), Bonnefoux observe la nouvelle télégraphie anglaise de mer (communication par signaux), la décrypte et en envoie l’étude à la Marine française qui l’introduira sept ans plus tard sur ses bâtiments.

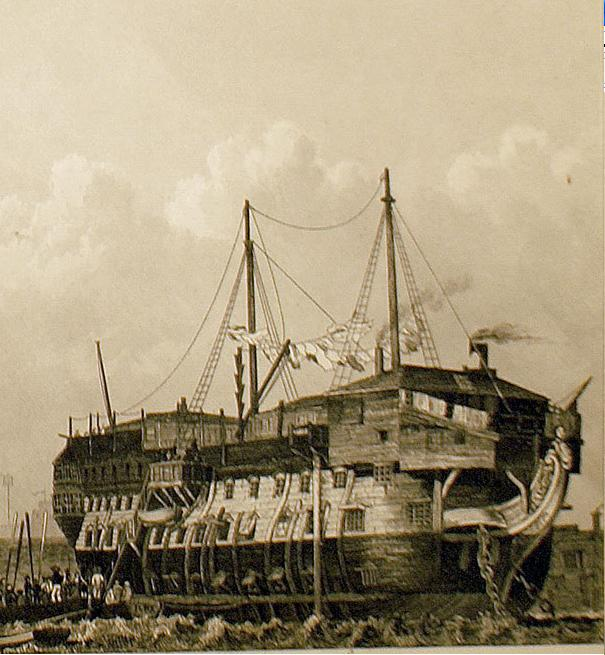
Ponton servant de prison (ici, HMS York à Portsmouth).

Bonnefoux est assigné au cautionnement de Thames, puis, à cause de la vindicte de la population, à celui d’Odiham. Enfin condamné au ponton du Bahama pour avoir débordé en promenade les limites de sa résidence, il s’en évade à quatre reprises mais dut subir en conséquence un régime d’une grande sévérité. Mais il ne se découragea jamais et soutint jusqu’au dernier moment ses compagnons d’infortune. Il acheva pendant cette captivité de vingt mois une grammaire anglaise et prépara d’autres ouvrages qu’il continua après la guerre. Conduit ensuite au cautionnement de Litchfield sur l’intervention du consul des États-Unis, il y reste plus de trois ans. Son cousin, devenu amiral et préfet maritime, lui fit savoir que depuis cinq ans, il avait été échangé contre un capitaine de vaisseau anglais et qu’il devait revenir dans son pays. Clandestinement, il débarque à Boulogne, le 28 novembre 1811. Il y apprend qu’il avait été promu au grade de lieutenant de vaisseau le 11 juillet de la même année.
Cependant, sa longue absence avait arrêté sa carrière et il mit un point d’honneur à respecter sa promesse de ne pas reprendre les armes, surtout par fierté vis-à-vis d’un gouvernement ennemi qui lors de l’échange, avait manqué de foi envers lui. Il sert à Rochefort, auprès de son cousin, de 1812 à 1814. En 1816, il est attaché comme chef de brigade à la Compagnie des élèves pour l’instruction desquelles il écrit les Séances nautiques. En 1820, il commande le Bayonnais et l’Adour, puis, en 1821, la goélette la Provençale à la station de Guyane dont il relève le tracé hydrographique des côtes dans le Guide pour la navigation de la Guyane. Il avait épousé une jeune fille de dix-neuf ans qui l'avait laissé prématurément veuf en 1817 avec un fils de quelques mois. Il épouse alors en secondes noces Nelly La Blancherie dont le père avait été officier de marine et qui lui donnera une fille.
Il est fait chevalier de Saint-Louis en 1818, puis reçoit la Légion d’honneur. Le 4 avril 1824, il est promu capitaine de frégate et nommé sous-gouverneur au collège royal de la marine d’Angoulême, maison qui deviendra en 1828 l’école préparatoire. En 1839, sa demande répétée d’exercer un commandement à la mer est acceptée. Il obtiendra le commandement de l’Érigone. Puis il travaillera au conseil des travaux de la marine jusqu’à sa retraite en 1848. Les problèmes de sa santé que les terribles traitements des pontons avaient profondément altérée, le poussèrent à l’étude et aux révisions de ses ouvrages. Il s’éteint alors qu’il corrigeait les épreuves de la 2e édition de son Dictionnaire de marine à voiles et à vapeur.

## Distinctions
- Chevalier de l'ordre royal et militaire de Saint-Louis
- Officier de la Légion d'honneur (1839)